# Куршун-Джами
Куршу́н-Джами́ (крымскотат. Qurşun Cami, Къуршун Джами, в переводе «свинцовая мечеть») — бывшая крымскотатарская мечеть, которую относят к концу XIV века. Расположена в городе Старый Крым (ул. Ленина, 18 / ул. Стамова, 40). В настоящее время лежит в руинах. Имеет статус объекта культурного наследия.

## История
Развалины мечети находятся на территории бывшего имения художника Ивана Айвазовского. Название «свинцовая мечеть» может быть связано с тем, что при строительстве мечети облицовочные камни скреплялись свинцовыми перемычками, либо из-за свинцового покрытия купола.
По сведениям Эвлии Челеби, мечеть была построена в 1396 году по указанию внучки Кутлуг Тимура Бай Буглы Хатун и первоначально являлась текие (обителью дервишей). В 1398 году она стала квартальной мечетью.

## Архитектура
Сооружение прямоугольное в плане (12,5 × 17,5 м). При строительстве использовался рваный (грубый) камень на известковом растворе и квадратный кирпич. Вход в мечеть устроен в виде портала, обрамлённого пилонами. Важной особенностью архитектуры этой мечети являются парные каменные контрфорсы, усиливающие западную и восточную стены — такие же вертикальные выступы, укрепляющие внешнюю стену, были в мечети Аль-Акмар, построенной 1125 году в Каире. Ещё один контрфорс расположен на южной стене позади ниши михраба. Эта ниша изначально была прямоугольной, но затем изменила очертания, став многоугольной. Минарет располагался в северо-восточном углу, где сохранились остатки его основания. Внутреннее помещение мечети разделялось на две различные по площади части: большое квадратное помещение (10,5 × 10,6 м) с михрабом, перекрытое куполом, и малая прямоугольная северная комната (10,5 × 4,5 м), перекрытая тремя полукруглыми сводами.